# Степуки
Степуки́ —  село в Україні, у Лохвицькій міській громаді Миргородського району Полтавської області. Населення становить 192 осіб. Колишній орган місцевого самоврядування — Свиридівська сільська рада.

## Географія
Село Степуки знаходиться за 2,5 км від правого берега річки Сула, вище за течією на відстані 1 км розташоване село Свиридівка, нижче за течією на відстані 3 км розташоване село Яшники, на протилежному березі - село Лука. Річка в цьому місці звивиста, утворює лимани, стариці та заболочені озера.

## Історія
- 1722 - дата заснування.
- 12 червня 2020 року, відповідно до розпорядження Кабінету Міністрів України № 721-р «Про визначення адміністративних центрів та затвердження територій територіальних громад Полтавської області», село увійшло до складу Лохвицької міської громади[1].
- 19 липня 2020 року, в результаті адміністративно - територіальної реформи та ліквідації Лохвицького району, село увійшло до складу новоутвореного Миргородського району Полтавської області[2].

## Економіка
- Молочно-товарна ферма.